# قلب تیره (فیلم ۲۰۱۷)
قلب تیره (به کره‌ای: 침묵) یک درام جنایی محصول سال ۲۰۱۷ کره جنوبی و با بازیگری چوی مین شیک و پارک شین هه است. این فیلم بازسازی فیلم چینی شاهد خاموش است.

## خلاصه داستان
ایم ته سان مردی است که واقعاً همه چیز دارد. پول، شهرت، قدرت و… او همسر و فرزندی دارد که بیشتر از هر ثروتی در دنیا دوستشان دارد. اما اتفاقی باعث می‌شود که فرزندش متهم به قتل پدر نامزدش شود و..

## فیلمبرداری
پس از ۴ ماه فیلمبرداری در ۱۹ فوریه ۲۰۱۷ در بانکوک تایلند به پایان می‌رسد.

## بازیگران

### بازیگران اصلی
چوی مین شیک در نقش ایم ته سان
پارک شین هه در نقش چوی هی جیونگ

### بازیگران فرعی
ریو جون یول در نقش دونگ میونگ
لی سو کیونگ در نقش می-را
پارک ها جون در نقش دونگ سئونگ سیک
جو هان چول در نقش جئونگ سئونگ گیل
لی هانی در نقش پارک یو یونا
اوه آه یون به عنوان کره ای خارج از کشور
کیم سو جین عنوان رئیس دادگاه

## جوایز و نامزدی‌ها
|      | جوایز                               | دسته‌بندی                  | گیرنده      | نتیجه    | مرجع        |
| ---- | ----------------------------------- | ------------------------- | ----------- | -------- | ----------- |
| ۲۰۱۸ | ۵۴مین مراسم اهدای جوایز هنری بکسانگ | بهترین بازیگر نقش فرعی زن | لی هانی     | نامزدشده | [ ۱ ] [ ۲ ] |
| ۲۰۱۸ | ۵۴مین مراسم اهدای جوایز هنری بکسانگ | بهترین بازیگر نقش فرعی زن | لی سو کیونگ | برنده    | [ ۱ ] [ ۲ ] |
| ۲۰۱۸ | ۵۴مین مراسم اهدای جوایز هنری بکسانگ | محبوب‌ترین بازیگر زن       | پارک شین هه | نامزدشده |             |